# Híres szegediek listája
Híres szegediek listája

## Szegedhez kötődnek
- A. Sajti Enikő (1944) történész
- Anderle Ádám (1943–2016) történész, hispanológus
- Antos Kálmán (1902–1985) zeneszerző, egyházkarnagy, orgonista, zenepedagógus
- Ausfeldt Kristóf (1640 k. – 1715) orvos
- Babits Mihály (1883–1941) költő, író. A Vitéz utca 16. szám alatt lakott (1906–1908 között)
- Back Bernát (1871–1953) üzletember, politikus, műgyűjtő, Szeged város mecénása
- Bak Hirs (1747–1842), az első szegedi rabbi
- Bak Henrik (1846–1915) orvos, belgyógyász, a San Franciscó-i egyetem tanára
- Baka István (1948–1995) költő, író, műfordító, a Kincskereső című folyóirat szerkesztője
- Bamberger Béla (1854–1906) közgazdász, ügyvéd, nemzetgazdaságtani író
- Baróti Lajos (1914–2005) labdarúgóedző, az 1964-es nyári olimpián aranyérmes magyar válogatott szövetségi kapitánya
- Bartók György (1882–1970) filozófus
- Bartók Mihály (1933-2020) Széchenyi-díjas kémikus, akadémikus
- Békefi Antal (1868–1907) író, újságíró, szerkesztő
- Bene Zoltán (1973) író
- Berdál Valéria (1933–2003) operaénekes
- Berzenczey Domokos (1879-1939) városi főmérnök, építész
- Bodolay Géza (1957) színházi rendező
- Boncz Géza (1944–2000) humorista
- Bor Zsolt (1949) lézerfizikus, akadémikus
- Budó Ágoston (1914–1969) fizikus
- Csernus Sándor (1950) történész, az SZTE BTK dékánja
- Csörgő Sándor (1947–2008) matematikus
- Domonkos László (1951) író, újságíró, televíziós szerkesztő
- Fekete Gizi (1949) színművésznő
- Fricsay Ferenc (1914–1963) karmester
- Frank József (1875–1929) újságíró, lapszerkesztő
- Gárdonyi Géza (1888–1891) újságíró, író
- Gausz János (1943–2021) genetikus
- Glattfelder Gyula (1874–1943) csanádi püspök
- Gregor József (1940–2006) operaénekes
- Gyimesi Kálmán (1933) operaénekes
- Gyüdi Sándor (1959) karmester
- Hatvani László (1943) matematikus
- Havass Géza (1913–2001) római katolikus lelkész
- Dusev-Janics Natasa (1982) olimpiai bajnok kajakozó
- József Attila (1905–1937) költő
- Juronics Tamás (1969) táncművész, koreográfus, színházi rendező
- Kalmár László (1905–1976) matematikus
- Karikó Katalin (1978–1985) Nobel-díjas (2023) biológus
- Karikó Teréz (1932–2021) operaénekes
- Király Levente (1937) színművész
- Kiss Árpád (1889–1968) kémikus, az MTA tagja, az SZTE tanára 1924 és 1961 között
- Kisteleki Ede (1861–1931) író, költő, újságíró
- Klebelsberg Kuno (1875–1932) magyar jogász, országgyűlési képviselő, művelődéspolitikus, vallás- és közoktatásügyi miniszter
- Kulka János (1958) Kossuth- és Jászai Mari-díjas magyar színművész
- Lékó Péter (1979) sakknagymester
- Leindler László (1935–2020) matematikus
- Lőw Lipót (1811-1875) főrabbi, zsidó hittudós
- Magyar Ede (1877–1912) építész
- Mary Zsuzsi (1947–2011) énekesnő
- Matkovics Béla (1927–1998) orvos, biológus, egyetemi tanár
- Mester János (1879–1954) pedagógus, filozófus, pápai prelátus
- Mihalik Kálmán (1896–1922) a „Székely himnusz” zeneszerzője
- Mikszáth Kálmán (1847–1910) újságíró évekig Szegeden élt. Több novellája témáját innen merítette.
- Monok István (1956) irodalom- és művelődéstörténész, könyvtáros
- Móra Ferenc (1879–1934) író, múzeumigazgató
- Nagy Bandó András (1947) humorista, előadóművész
- Pál Tamás (1937) karmester
- Pallay Anna (1890–1970) táncosnő, balettművész, pedagógus
- Petri Gábor (1914–1985) orvos, sebész, az MTA tagja, 1945 után az SZTE, 1951-től haláláig a Szegedi Orvostudományi Egyetem tanára, az I. számú sebészeti klinika vezetője
- Péter László (1925–2019) irodalomtörténész, helytörténész
- Radnóti Miklós (1909–1944) költő. 1930–34 között egyetemi tanulmányokat folytatott Szegeden.
- Radó Tibor (1895–1965) matematikus
- Rátkai Sándor (1914–2011) az utolsó szegedi papucsos, a Népművészet Mestere
- Riesz Frigyes (1880–1956) matematikus
- Rosztóczy István (1942–1993) kutató orvos, mikrobiológus
- Rőzsényi Farkas (1818–1882) magyar honvédszázados
- Sándor János (1937) színházi rendező
- Sándor Klára (1965) nyelvész, politikus, az SZTE BTK dékánhelyettese
- Sík Sándor (1889–1963) író, tanár
- Somogyi Károly (1811–1888) könyvtáralapító
- Somogyi Szilveszter (1872–1934) városi politikus, 1915-től haláláig Szeged polgármestere
- Sugár László (1918–1992) színész, rendező, színházigazgató
- Szabó Gábor (1954) fizikus, akadémikus, az SZTE rektora
- Szabó Miklós (1909–1999) operaénekes, zenei műfordító
- Szent-Györgyi Albert (1893–1986) Nobel-díjas biokémikus
- Szondi Ildikó (Hekáné) (1955) egyetemi docens, önkormányzati képviselő
- Szőkefalvi-Nagy Béla (1913–1998) matematikus
- Tandori Károly (1925–2005) matematikus
- Tápai Antal (1902–1986) szobrászművész
- Tettamanti Béla (1884–1959) pedagógus, pszichológus
- Totik Vilmos (1954) matematikus
- Tömörkény István (1866–1917) magyar író, múzeum- és könyvtárigazgató
- Trogmayer Ottó (1934–2015) régész, muzeológus
- Vajda Attila (1983) olimpiai és világbajnok kenus
- Vajda Júlia (1957) operaénekes
- Vántus István (1935–1992) zeneszerző
- Varga Mátyás (1910–2002) díszlet- és jelmeztervező, grafikusművész
- Vass Mátyás (1837–1903) magyar pedagógus, író
- Vaszy Viktor (1903–1979) zeneszerző, karnagy

## Szegeden születtek
- Ábrahám István (1945–2002) színművész
- Ádok Zoltán (1976) magyar énekes és színész
- Agárdy Gábor (1922–2006) Kossuth-díjas és kétszeres Jászai Mari-díjas színész, érdemes művész, a Nemzet Színésze
- Ákos György (1891?–1967) magkereskedő
- Álgyay Hubert Pál (1894–1945) mérnök, Duna- és Rajna-hidak tervezője
- Annus Adrián (1975) kalapácsvető, olimpikon
- Baghy Gyula (1891–1967) eszperantó nyelven alkotó író, költő
- Bajnai Gordon (1968) miniszterelnök
- Balázs Béla (1884–1949) költő, író, rendező, filmesztéta
- Bálint Sándor (1904–1980) néprajzkutató, „a legszögedibb szögedi”
- Bányász Ilona (1928–2004) színésznő, a Szegedi Nemzeti Színház Örökös Tagja
- Bárdos András (1964) újságíró, műsorvezető, médiaszemélyiség
- Bartos Gyula (1872–1954) színművész, A budapesti Nemzeti Színház Örökös Tagja
- Békeffi László (1891–1962) színész, drámaíró, konferanszié
- Békeffi István (Békefi, Békeffi) (1901–1977) színműíró, kabarészerző, József Attila-díjas
- Benedek László (1901–1977) vegyész, paprikanemesítő, a mezőgazdasági tudományok kandidátusa (1956)
- Berde Éva (1954) közgazdász-matematikus, a BCE-KTK tanára
- Birkás Balázs (1996) világ- és Európa-bajnok kajakozó
- Bite Pál (1914–1989) magyar kémikus, egyetemi oktató
- Bódi Bernadett (1986) kézilabdázó
- Boldoczki Gábor (1976) trombitaművész[1]
- Borbás Máté (1916–1991) honvéd vezérőrnagy
- Czene Attila (1974) olimpiai bajnok vegyesúszó
- Csáky József (1888–1971) szobrász
- Csemer Géza (1944–2012) író, forgatókönyvíró, színházi rendező
- Cserzy Mihály (1865–1925) író
- Csikós Nagy Béla (1915–2005) közgazdász, akadémikus
- Csíky László (1942) orvos és portré karikatúra szobrász
- Csongor Győző (1915–1997) muzeológus, várostörténész
- Csonka János (1852–1939) gépészmérnök, feltaláló
- Dankó Pista (1858–1903) nótaszerző, zenész
- Dávid Roland (1976) előadóművész, énekes
- Debreczenyi Ignác (1822–1913) magyar honvéd, az amerikai polgárháború katonája, vámpénztáros
- Dinnyés József (1948-2021) daltulajdonos
- Dobsa Sándor (1934–2005) zenész, zeneszerző[2]
- Dugonics András (1740–1818) az első magyar regény írója, a magyar matematikai nyelv megalkotója
- Durkó Zsolt (1934–1997) Kossuth- és Erkel Ferenc-díjas zeneszerző
- Endre Béla (1870–1928) festő
- Erdélyi Mihály (1895–1979) színész, színházigazgató, színpadi szerző
- Fábián László református lelkész, politikus, mezőgazdasági szakíró (1919–1977)
- Farkas István magyar nyomdász, kommunista politikus, az Ideiglenes Nemzetgyűlés képviselője (1897–1983)
- Farkas Pál (1947) szobrász
- Fejes Tóth László (1915–2005) matematikus, az MTA tagja
- Fodor Rajmund (1976) kétszeres olimpiai bajnok vízilabdázó
- Fülöp László (1968) televíziós műsorvezető, szerkesztő
- Gera Zoltán (1923–2014) Kossuth-díjas magyar színész, a Nemzet Színésze
- Gönczy Lajos (1881–1914) olimpiai bronzérmes atléta, magasugró
- Gregor Bernadett (1972) színésznő
- Gyarmati István (1929–2002) fizikus, fizikokémikus, az MTA tagja
- Hanna Tetteh (1967), Ghána iparügyi minisztere (2009-2013), később külügyminisztere (2013-2017)
- Hargitai Bea (1983) modell
- Hegedűs István (1941) Széchenyi-díjas építőmérnök
- Henn László András (1959) festőművész
- Hevér Gábor (1969) színész[3]
- Horvai István (1922–2004) rendező
- Huszár Lajos (1948) zeneszerző[4]
- Huszka Jenő (1875–1960) zeneszerző
- Iványi Béla (1953) orvos, patológus, egyetemi tanár, az SZTE Patológiai Intézetének vezetője
- Imre József (1930–1980) sebész
- Janikovszky Éva (1926–2003) író
- Jáksó László (1968) műsorvezető, tévés személyiség
- Jáky József (1893–1950) közlekedésmérnök, útépítő mérnök
- Joachim Ferenc (1882–1964) festőművész
- Joachim József (1897–1954) szobrász és festőművész
- Jobba Gabi (1947–1983) színésznő
- Juhász Gyula (1883–1937) költő
- Jurik Júlia (1914–1986) színésznő
- Kalmár Márton (1946) szobrász
- Kass János (1927–2010) grafikus
- Kasza Tibor (1978) énekes, zeneszerző
- Kemény Lajos (1959) orvos, dermatológus professzor, az SZTE rektorhelyettese
- Kempf Zoltán "Zozo" (1996-) Freestyle-BMX-világbajnok sportoló, Exatlon-versenyző, vlogger-influencer
- Kibédi Varga Áron (1930) hollandiai magyar irodalomtörténész, esztéta, költő, az MTA tagja
- Kiss Szaléz (1904–1947) ferences szerzetes, a kommunista hatalom áldozata
- Klimkó Dezső (1900–1972) sebész orvos, tudós professzor
- Kocsis Lajos (1947–2000) olimpiai bajnok labdarúgó
- Kontraszty László (1906–1994) festő
- Kopasz Márta (1911–2011) grafikus
- Kopasz István (1869–1913) építész
- Kopasz Tamás (1958) festő
- Kotányi János (1858–?) a fűszercég alapítója[5]
- Körmendi János (1927–2008) színész[6]
- Körmendy László (1916-1990) Kazinczy-díjas bemondó, a Magyar Rádió főbemondója, műsorvezető
- Kovács István (1816–1864) magyar és amerikai szabadságharcos
- Lang Györgyi (1957-2023) énekes, színésznő, a Pa-dö-dő énekese
- Lőw Immánuel (1854–1944) főrabbi, orientalista
- Maday Emőke (1951) magyar színésznő
- Magay Dániel (1932) olimpiai bajnok kardvívó, vegyészmérnök
- Márki Ferenc (1873) magyar történész, közíró, római katolikus pap, a piarista rend tagja
- Markovits Bori (1951) színésznő
- Mary Zsuzsi (1947–2011) táncdalénekes
- Maróczy Géza (1870–1951) nemzetközi sakknagymester
- Mojzes Mária (1921-1987)színésznő
- Molnár Márton (1818–1892) ügyvéd, honvédszázados
- Molnár Tamás (1975) háromszoros olimpiai bajnok vízilabdázó
- Nagy László  (1981) FC Barcelona sztárja, világválogatott kézilabdázó
- Nagy Natália (1970) színésznő
- Nagy Péter (1979) animátor
- Novák Katalin köztársasági elnök
- Nyilasy Sándor (1873–1934) festő[7]
- Olgyai Magda (1926–2023) színésznő az egri Gárdonyi Géza Színház örökös tagja
- Orbán Viola (1901-1971) színésznő
- Ördögh Szilveszter (1948–2007) író
- Paskai László (1927–2015) esztergomi érsek, bíboros
- Pásztor József (1884–1962) újságíró, lapszerkesztő, laptulajdonos.
- Péter Szabó Szilvia (1982) a NOX énekesnője
- Pick Márk (1843–1892) szalámigyáros
- Reizner János (1847–1904) könyvtárigazgató és múzeumalapító
- Réti Barnabás (1982) színész, rendező
- Rózsa Sándor (1813–1868) főállású betyár[8]
- Rózsa Tibor (1932–2017) színész, operetténekes
- Sándor Károly (Csikar) (1928–2014) válogatott labdarúgó[9]
- Sebők György (1922–1999) zongoraművész, zenepedagógus
- Siskovics József báró és gróf (1719–1783) hadszertármester[10]
- Sipos Anna (1908–1988) tizenegyszeres világbajnok asztaliteniszező
- Susányi Zsófia (1992) teniszező[11]
- Számwald Gyula (1825–1912) magyar honvédfőhadnagy; amerikai altábornagy
- Szegedi Kis István (1502 körül–1572) református püspök, író
- Szögi Csaba (1960) táncművész, koreográfus, színházigazgató
- Szögi Géza (1902–1952) ügyvéd, országgyűlési képviselő, a Szálasi-kormányban a miniszterelnökség politikai államtitkára
- Temesi Ferenc (1949) író
- Temesi Mária (1957) operaénekes
- Temesváry Imre (1874–1954) mérnök, gazdaságpolitikus
- Tokody Ilona (1953) operaénekes
- Toroczkai László (1978) radikális jobboldali politikus, újságíró, lapszerkesztő
- Tóth Levente (1972) színész
- Tölgyes Gyula (1893–1945) író, újságíró, lapszerkesztő
- Vajda Attila (1983) olimpiai bajnok kajak-kenus
- Vadász Endre (1901–1944) festő és grafikus
- Vasváry Ödön (1888–1977) református lelkész, az amerikai magyarság történetének kutatója. A szegedi Somogyi-könyvtár Vasváry-gyűjteményének adományozója
- Várnai Szilárd (1970) színész
- Varga Viktor (1987) énekes
- Vedres István (1765–1830) mérnök
- Wagner Béla (1860–1914) honvédőrnagy
- Wanié András (1911–1976) olimpiai bronzérmes, Európa-bajnok úszó, vízilabdázó, sportvezető
- Zákány István (1833–1888) magyar, olasz, amerikai és mexikói szabadságharcos.
- Zerkovitz Béla (1882–1948) zeneszerző
- Zombori László (1937) festőművész
- Zsigmond Vilmos (1930–2016) operatőr